# Майдан (Хустський район)
Майда́н — село в Україні, у Закарпатській області, Міжгірській селищній громаді. Відстань до центру громади становить 12 км і проходить автошляхом Р21. Відстань до обласного центру 135 км. Є декілька версій походження назви. Одна з них свідчить, що слово «майдан» — монголо-татарського походження і означає «торговище», тобто площу для торгівлі. Друга легенда розповідає, що назва села Майдан походить від слів «май дале».

## Природа

### Клімат
Село Майдан знаходиться в низині, що навкруги оточена горами, завдяки чому утворився неповторний мікроклімат з повітрям, що насичене гірськими травами влітку та хвойно-смерековою чистотою взимку. Відстань до озера Синевир — 41 км, до водоспаду Шипіт  — 29 км.
В селі та його околицях є кілька мінеральних джерел, водоспад Рудавець.
На північ від села розташована ботанічна пам'ятка природи — Урочище «Голятин», на схід — заказник «Грабовець».

## Історія

#### Перша згадка
Перша згадка про село Майдан датується 1599: Majdánka (Bélay 130), інші згадки 1703: Novaßholyatin (Mizser–Révay 13), 1780-1: Majdán, Nauszholyátin (MTH. 48), 1789: Majdánka (Bélay 130), 1804: Nagy-Holyatin (Korabinszky), 1808: Holyatin (Nagy- ) (Lipszky: Rep. 244), 1828: Holyatin (Naz), Majdanka (Nagy 196), 1838: Majdánka (Schem. 63), 1851: Majdánka (Nász Holyatin) (Fényes 3: 58), 1877: Majdánka (Hnt.), 1898: Majdánka (Hnt.), 1907: Majdánka (Hnt.), 1913: Majdánka (Hnt.), 1944: Majdánka, Майданъ (Hnt.), 1983: Майдан (ZO).
Першими власниками поселення були графи Телекі, а пізніше стало частиною родини Погань.
Найпоширенішою професією у ті давні часи було лісорубство. Вирубану деревину на дарабах сплавляли по Ріці до Хуста. В селі була одна пилорама, де працювало до 40 чоловік. Та гірське розташування, малородючість земель, відсутність роботи та податки, накладені австро-угорською владою, призвели до пошуку заробітку за кордоном. Щоб заробити на шмат землі або принести додому кукурудзяне борошно на хліб, люди виїжджали в Америку, Бельгію, Угорщину, де важко працювали в шахтах.

## Присілки
Дениси
Дениси - - колишнє село в Україні, в Закарпатській області.
Обєднане з селом Майдан рішенням облвиконкому Закарпатської області №155 від 15.04.1967
Перша згадка 1898: Dinisz, 1892: Dinész, 1905, 1907: Dombos, 1913: Dombos, 1944: Dinisz, Динисъ.   
Заверх
Заверх - колишнє село в Україні, в Закарпатській області.
Обєднане з селом Майдан рішенням облвиконкому Закарпатської області №155 від 15.04.1967
Перша згадка у кінці ХІХ столітті.

Рудавець
Рудавець - колишнє село в Україні, в Закарпатській області.
Обєднане з селом Майдан рішенням облвиконкому Закарпатської області №155 від 15.04.1967
1780-1: Rudávecz, Rudávez (MTH. 48), 1789: Rudavecz (uo.), 1796-9: Rudavetz (uo.), 1828: Rudavetz (Nagy 200), 1851: Rudavecz (Fényes 3: 303), 1882: Rudavecz (Hnt.), 1898: Rudavecz (Hnt.), 1907: Rudaspatak (Hnt.), 1913: Rudaspatak (Hnt.), 1944: Rudavec, Рудавецъ (Hnt.), 1967: Рудавець (ZO).
Церква св. Юрія. 1993.
Від 1990 по 1993 р. споруджено першу церкву в Рудавці. Це греко-католицька мурована церква з високою бароковою вежею.
Дзвіниця XIX ст.
Класична верховинська дзвіниця (розміри — 5: 6,54 м) була єдиною релігійною спорудою в Рудавці, який нині приєднано до села Майдан.
Цікавий елемент дзвіниці — дерев'яний відкритий ґаночок. Бічні стовпчики підтримують опасання, а стовпчики при вході — короткі з кулястими завершеннями: так влаштовано багато ґанків у дерев'яних хатах.
Біля дзвіниці — старий кам'яний хрест на постаменті з річкового каміння.
У дзвіниці зберігаються досить попсовані частини старого іконостаса, перенесені сюди, за переказом, із церкви в Облясьці.
У 1960-х роках було викрадено дзвін.

## Храми

#### Дерев'яна церква Св. Миколи Чудотворця, XVIIIст.
Доля церкви Св. Миколи Чудотворця, збудованої у XVIII ст. у с. Майдан трагічна, як і багатьох дерев'яних церков Закарпаття в часи буремної радянщини — з ініціативи тогочасної місцевої влади пішла з димом. Важко уявити розпач людей, які, попри заборони того часу йти за «опіумом для народу», збіглися на пожежу, яку було видно з усіх куточків села.
У книзі «По Україні» український мистецтвознавець і архітектор Юрій Логвин пише: «Ось погляньмо, як у селі Майдані поставив тесля свій твір. Між двома ущелинами знаходиться просторий столоподібний виступ гори, що повільно переходить у далекі гори. Саме тут майстер і вирішив поставити свою споруду на просторій площі, оточеній по краях гостроверхими ялинами. Чіткий силует храму серед ялин видно здалека — у небо піднімається висока башта з дуже великим шпилем».
Місце ідеально підійшло для будівництва храму: тут, у підніжжі гори, сходяться дві головні вулиці села, тепер Верховинська і Борканюка, а також дві річки — Ріка і Голятинка. На цьому місці церква була розміщена і в 1782, і в 1864 роках, про що свідчать  кадастрові та військові мапи Австро-Угорської імперії.
В єпископській візитації 1751 року згадано дерев'яну церкву Св. Миколи: «Шинґлями покрита, потрібний новий дах. Всіма образами украшена, благословенна від єпископа Стойки, з двома дзвонами… Цвинтар деревами огороженний». У 1801 р. згадують добру дерев'яну церкву, що вміщує 300 вірників". Ці дзвони після великої пожежі, що зруйнує будівлю до фундаменту, знайдуть розплавленими від високої температури у два злитки.
Дослідники дерев'яної архітектури Закарпаття дивувалися, як теслям вдавалося не лише знайти правильне місце для зведення будівлі, а й вписати її в ландшафт, не намагаючись «перекричати» природу — виглядало все аскетично, строго, пропорційно, з витонченими лініями. Подивіться, як надзвичайно виглядав високий готичний шпиль, підтримуваний стрімкими площинами двосхилих дахів, і лише головний фасад збагачувала аркада нижніх голосниць та вишукано профільовані стовпчики ґанку.
У вищевказаній книзі Юрій Логвин зауважує: «Знахідкою майстра треба вважати те, як небачено високий дах, що круто здіймає свої площини, гармоніює з невеликою баштою, яка виростає не з нижніх частин покрівлі (як у більшості майстрів), а з верхніх. Тому силует вийшов на диво монолітним, з сильним динамічним рухом ліній вгору, добре об'єднаним у формах шпиля з ледве обрисованими гранями».
Чудова споруда з високим готичним шпилем над низькою вежею без підсябиття належала до кращих пам'яток народної архітектури. Строгий характер шпилю підтримувався стрімкими площинами двосхилих дахів, і лише головний фасад збагачувала аркада нижніх голосниць та вишукано профільовані стовпчики ґанку. Іконостас прикрашали майстерно виконані скупими фарбами ікони. Намісні ікони Ісуса Христа і Богородиці походили з XVI ст. У книзі «Тріодіон» був запис про те, що купив її Іван Таланко з дружиною та сином Петром на ярмарку в містечку Сколе 28 травня 1720 р. за 6 золотих для голятинської церкви св. Миколи.
Церкву спалено в 1974 р. за сценарієм тогочасної місцевої влади. Виконавців злочину райком комуністичної партії знайшов серед місцевих жителів. Двоє з них трагічно пішли з життя, а третій уже більше двадцяти років не показується в рідному селі.
Невелика дерев'яна каркасна дзвіниця вціліла, а на місці спаленої церкви збудовано православну муровану.
У 1948 р. майданський священик Йосип Чубатий був засуджений на 25 років каторги. Його подальша доля невідома.
Церква св. Миколи Чудотворця. 1975.
Просту муровану церкву базилічної форми збудовано на місці спаленої за радянських часів стародавньої дерев'яної готичної церкви.
Дозволили збудувати церкву площею 48 кв. м, але селяни розпочали будівництво споруди площею 160 кв. м. За це влада припинила роботи, і тільки після відвідин Москви з'ясувалося, що відповідно до площі на одного вірника церква могла бути вдвічі більшою. Тоді місцеве начальство заборонило зводити вежу і вівтар, оскільки дозвіл дали на спорудження молитовного будинку, а не церкви, але люди здолали і цю перепону.

## Населення
За переписом населення України 2001 року в селі мешкало 1707 осіб.

### Мова
Розподіл населення за рідною мовою за даними перепису 2001 року:
| Мова       | Відсоток |
| ---------- | -------- |
| українська | 99,24 %  |
| російська  | 0,58 %   |
| білоруська | 0,06 %   |
| молдовська | 0,06 %   |

## Особистості
Євген Бодня - Герой України, учасник російсько-української війни.

## Туристичні місця
- храм св. Юрія, 1993
- Дзвіниця, XIX ст.
- храм Св. Миколи Чудотворця, XVIII ст.
- храм св. Миколи Чудотворця, 1975
- водоспад Рудавець
- є кілька мінеральних джерел
- ботанічна пам'ятка природи — урочище «Голятин»
- заказник «Грабовець»